# Hoofdklasse hockey heren 1998/99
Het seizoen 1998/99 was de 26ste editie van de herenhoofdklasse waarin onder de KNHB-vlag om het landskampioenschap hockey werd gestreden. Na de reguliere competitie en de play offs werd een nationaal kampioen bekend.
In het voorgaande seizoen degradeerden Pinoké en Tilburg. Hiervoor kwamen Hattem en Venlo in de plaats.
Bloemendaal werd landskampioen door Oranje Zwart in de finale te verslaan. Onderin degradeerden nieuwkomers Hattem en Venlo rechtstreeks.
Vanaf dit seizoen werd het driepuntensysteem ingevoerd, in plaats van het traditionele tweepuntensysteem per overwinning.

## Eindstand
Na 22 speelronden was de eindstand:
| #  | Club              | GS | W  | G | V  | P  | DV      | DT      | DS  |
| -- | ----------------- | -- | -- | - | -- | -- | ------- | ------- | --- |
| 1  | Bloemendaal       | 22 | 16 | 3 | 3  | 51 | 77 - 43 | 77 - 43 | +34 |
| 2  | Oranje Zwart      | 22 | 16 | 2 | 4  | 50 | 81 - 47 | 81 - 47 | +34 |
| 3  | Den Bosch         | 22 | 15 | 2 | 5  | 47 | 67 - 35 | 67 - 35 | +32 |
| 4  | HGC               | 22 | 13 | 3 | 6  | 42 | 69 - 36 | 69 - 36 | +33 |
| 5  | HDM               | 22 | 12 | 0 | 10 | 36 | 64 - 51 | 64 - 51 | +13 |
| 6  | Amsterdam         | 22 | 11 | 2 | 9  | 35 | 67 - 44 | 67 - 44 | +23 |
| 7  | Kampong           | 22 | 10 | 2 | 10 | 32 | 60 - 60 | 60 - 60 | 0   |
| 8  | SCHC              | 22 | 8  | 2 | 12 | 26 | 47 - 65 | 47 - 65 | -18 |
| 9  | Hurley            | 22 | 7  | 4 | 11 | 25 | 37 - 47 | 37 - 47 | -10 |
| 10 | Klein Zwitserland | 22 | 6  | 1 | 15 | 19 | 47 - 79 | 47 - 79 | -32 |
| 11 | Venlo             | 22 | 4  | 2 | 16 | 14 | 32 - 84 | 32 - 84 | -52 |
| 12 | Hattem            | 22 | 2  | 1 | 19 | 7  | 26 - 84 | 26 - 84 | -58 |

### Legenda
| Afk.         | Betekenis                                                                        |
| ------------ | -------------------------------------------------------------------------------- |
| GS           | aantal gespeelde wedstrijden                                                     |
| W            | aantal gewonnen wedstrijden                                                      |
| G            | aantal gelijk gespeelde wedstrijden                                              |
| V            | aantal verloren wedstrijden                                                      |
| P            | totaal aantal punten                                                             |
| DV           | aantal gemaakte doelpunten                                                       |
| DT           | aantal doelpunten tegen                                                          |
| DS           | doelsaldo                                                                        |
| Bloemendaal  | Landskampioen Bloemendaal plaatst zich voor de Europacup I 2000                  |
| Oranje Zwart | Verliezend play off-finalist Oranje Zwart plaatst zich voor de Europacup II 2000 |
| Den Bosch    | Den Bosch en HGC hebben zich alleen weten te plaatsen voor de play offs          |
| Venlo        | Venlo en Hattem zijn rechtstreeks gedegradeerd                                   |

## Topscorers
| #  | Speler             | Club      | Goals |
| -- | ------------------ | --------- | ----- |
| 1. | Bram Lomans        | HGC       | 29    |
| 2. | Richard de Snaijer | HDM       | 26    |
| 3. | Piet-Hein Geeris   | Den Bosch | 25    |

## Play offs landskampioenschap
Halve finales 1/4
| Team            | Score     | Team            |
| --------------- | --------- | --------------- |
| (4) HGC         | 4-5 (1-2) | Bloemendaal (1) |
| (1) Bloemendaal | 5-3 (2-3) | HGC (4)         |

Halve finales 2/3
| Team             | Score         | Team             |
| ---------------- | ------------- | ---------------- |
| (3) Den Bosch    | 3-3 (1-0) wns | Oranje Zwart (2) |
| (2) Oranje Zwart | 5-0 (0-0)     | Den Bosch (3)    |
| (2) Oranje Zwart | 1-0 (0-0)     | Den Bosch (3)    |

Finales heren
| 2 mei 1999                                  |           |                                                                |                                                            |
| Oranje Zwart                                | 2-2 (1-1) | Bloemendaal                                                    | Eindhoven Scheidsrechters: Philip Schellekens Rob ten Cate |
| Sander van Heeswijk 1-1 Björn Fiedeldij 2-1 |           | Remco van Wijk (sb) 0-1 Remco van Wijk 2-2 Wint na strafballen | Eindhoven Scheidsrechters: Philip Schellekens Rob ten Cate |

| 8 mei 1999                                                |           |                                                                                      |                                                          |
| Bloemendaal                                               | 3-4 (2-1) | Oranje Zwart                                                                         | Bloemendaal Scheidsrechters: Peter Elders Peter von Reth |
| Teun de Nooijer 1-0 Jaap-Derk Buma 2-1 2-0 Erik Jazet 3-2 |           | Max Albers 1-1 Wibo Wijzenbeek 2-2 (sc) Wibo Wijzenbeek (sc) 3-3 Marnix van Rijn 3-4 | Bloemendaal Scheidsrechters: Peter Elders Peter von Reth |

| 9 mei 1999                                                     |           |                                             |                                                                |
| Bloemendaal                                                    | 2-2 (0-0) | Oranje Zwart                                | Bloemendaal Scheidsrechters: Philip Schellekens Peter von Reth |
| Diederik van Weel (sc) 1-1 Menno Booij 2-2 Wint na strafballen |           | Gerald Dewamme 0-1 Wibo Wijzenbeek (sc) 1-2 | Bloemendaal Scheidsrechters: Philip Schellekens Peter von Reth |

Nederlands landskampioenschap:

1897/98 ·
1898/99 ·
1899/00 ·
1900/01 ·
1901/02 ·
1902/03 ·
1903/04 ·
1904/05 ·
1905/06 ·
1906/07 ·
1907/08 ·
1908/09 ·
1909/10 ·
1910/11 ·
1911/12 ·
1912/13 ·
1913/14 ·
1914/15 ·
1915/16 ·
1916/17 ·
1917/18 ·
1918/19 ·
1919/20 ·
1920/21 ·
1921/22 ·
1922/23 ·
1923/24 ·
1924/25 ·
1925/26 ·
1926/27 ·
1927/28 ·
1928/29 ·
1929/30 ·
1930/31 ·
1931/32 ·
1932/33 ·
1933/34 ·
1934/35 ·
1935/36 ·
1936/37 ·
1937/38 ·
1938/39 ·
1939/40 ·
1940/41 ·
1941/42 ·
1942/43 ·
1943/44 ·
1944/45 ·
1945/46 ·
1946/47 ·
1947/48 ·
1948/49 ·
1949/50 ·
1950/51 ·
1951/52 ·
1952/53 ·
1953/54 ·
1954/55 ·
1955/56 ·
1956/57 ·
1957/58 ·
1958/59 ·
1959/60 ·
1960/61 ·
1961/62 ·
1962/63 ·
1963/64 ·
1964/65 ·
1965/66 ·
1966/67 ·
1967/68 ·
1968/69 ·
1969/70 ·
1970/71 ·
1971/72 ·
1972/73
Hoofdklasse heren:

1973/74 · 
1974/75 · 
1975/76 · 
1976/77 · 
1977/78 · 
1978/79 · 
1979/80 · 
1980/81 · 
1981/82 · 
1982/83 · 
1983/84 · 
1984/85 · 
1985/86 · 
1986/87 · 
1987/88 · 
1988/89 · 
1989/90 · 
1990/91 · 
1991/92 · 
1992/93 · 
1993/94 · 
1994/95 · 
1995/96 · 
1996/97 · 
1997/98 · 
1998/99 · 
1999/00 · 
2000/01 · 
2001/02 · 
2002/03 · 
2003/04 · 
2004/05 · 
2005/06 · 
2006/07 · 
2007/08 · 
2008/09 · 
2009/10 · 
2010/11 · 
2011/12 · 
2012/13 ·
2013/14 ·
2014/15 ·
2015/16 ·
2016/17 ·
2017/18 ·
2018/19 ·
2019/20 ·
2020/21 ·
2021/22 ·
2022/23 ·
2023/24 ·
2024/25 ·
Nederlandse competities: Hoofdklasse (zaal) · Promotieklasse · Overgangsklasse · Eerste klasse · Tweede klasse · Derde klasse · Vierde klasse · Gold Cup · Silver Cup

Nederlands kampioenschap: Lijst van Nederlandse landskampioenen hockey · Lijst van Nederlandse landskampioenen zaalhockey

Europese competities: Euro Hockey League · Europacup I · Europa Cup II · Europacup zaalhockey